# Mica Todorović
Mica Todorović, née en 1900 et morte en 1981, est une peintre bosnienne.

## Biographie

### Enfance et formation
Elle a étudié l’art à Zagreb.

### Carrière
Après avoir obtenu son diplôme, elle voyage en Italie, où elle est fascinée par l’art du début de la Renaissance florentine.
En 1932, elle retourne à Sarajevo.
À partir de 1937, Mica Todorovic se tourne principalement vers la peinture.
Pendant la Seconde Guerre mondiale, elle a passée en captivité en Allemagne.